# Étoile variable semi-régulière

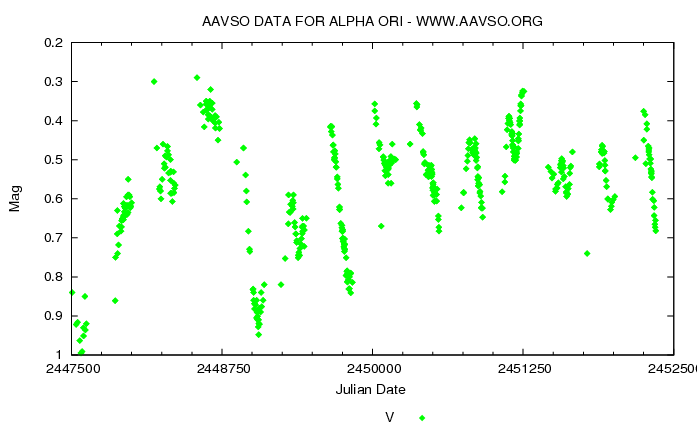
Exemple de variation de luminosité (magnitude) pour une étoile variable semi-régulière marquée par une périodicité accompagnée de divers irrégularités. Ce graphe représente la luminosité de l'étoile Bételgeuse entre le 4 décembre 1988 et le 13 août 2002.

Une (étoile) variable semi-régulière est une étoile géante ou supergéante de type spectral intermédiaire ou tardif qui présente une périodicité marquée dans sa variation de luminosité, accompagnée ou parfois interrompue par diverses irrégularités. Les périodes se situent dans une plage allant de 20 jusqu'à plus de 2 000 jours, tandis que la forme des courbes de lumière peut être assez différente et variable d'un cycle à l'autre. Les amplitudes peuvent aller de quelques centièmes jusqu'à plusieurs magnitudes (habituellement 1 à 2 magnitudes dans la bande visible).
Les variables semi-régulières sont classées en plusieurs sous-types :
- SRA : géantes de type spectral tardif (M, C, S ou Me, Ce, Se) présentant une périodicité durable et généralement une faible amplitude, moins de 2,5 magnitudes dans le visible. Z Aquarii est un exemple de ce type. Les amplitudes et la forme des courbes de lumière varient habituellement et les périodes vont de 35 à 1 200 jours. Beaucoup de ces étoiles différent des variables de type Mira uniquement par des amplitudes de luminosité plus faibles[1].
- SRB : géantes de type spectral tardif (M, C, S ou Me, Ce, Se) ayant une périodicité mal définie (cycles moyens allant de 20 à 2 300 jours) ou présentant des alternances de variations périodiques et de variations lentes irrégulières. Certaines peuvent même parfois complètement arrêter de varier pendant un certain temps. RR Coronae Borealis et AF Cygni sont des exemples de ce comportement. On peut cependant affecter à chaque étoile de ce type une période moyenne. Dans quelques cas, la présence simultanée de deux périodes de variation ou plus est observée[1].
- SRC : supergéantes de type spectral tardif (M, C, S ou Me, Ce, Se) avec des amplitudes d'environ 1 magnitude et des périodes de variation allant de 30 jours à plusieurs milliers de jours. Mu Cephei est un brillant exemple de ce type[1].
- SRD : géantes ou supergéantes de type spectral F, G ou K, ayant parfois des raies d'émission dans leurs spectres. Les amplitudes de variation de luminosité vont de 0,1 à 4 magnitudes, et les périodes sont comprises entre 30 et 1 100 jours. SX Herculis et SV Ursae Majoris sont des exemples de ce type[1]. Dans M13, l'amateur peut voir une douzaine d'étoiles variables rouges de magnitudes 11,95 à 12,25, avec des périodes allant de 43 jours (V24) à 97 jours (V43)[réf. souhaitée]. Ce type est étroitement lié aux variables de type RV Tauri[2].
- SRS : Géante rouges pulsantes semi-régulières avec de courtes périodes (de quelques jours à un mois), pulsant probablement sur des hautes fréquences. Leur prototype est AU Arietis[1].

Certaines variables semi-régulières présentent un phénomène de longue période secondaire, avec une variation supplémentaire comprise de quelques mois à plusieurs années, et qui est un ordre de magnitude plus long que la période de pulsation « primaire ». De nombreuses explications ont été proposées pour expliquer ce phénomène.

## Voir également